# Maogang, Guangdong
Maogang var ett stadsdistrikt i staden Maoming i provinsen Guangdong i sydöstra Kina. År 2014 slogs det samman med Dianbai härad och blidade stadsdistriktet Dianbai. 